# Амфитеатар у Пули
Амфитеатар у Пули (данас Хрватска), или Арена је антички римски амфитеатар. Саграђен је између 100. и 200. године нове ере по налогу римског цара Веспезијана у време док је Пула била регионални центар римске власти, тада звана Пијетас Јулија.
У њему су се одржавале гладијаторске и витешке борбе, борбе с дивљим зверима и друге представе, које су биле најважнија друштвена збивања у античком свету. Изграђен је изван градских зидина надомак града, уз главни пут Виа Флавија, који је из Пуле водио у Аквилеју и Рим. Могао је да прими до 25.000 гледалаца.
Упоређујући га с више од двеста римских амфитеатара, плашт пулског Амфитеатра с четири степенишна торња је најочуванији и редак пример јединствених техничких и технолошких решења.
Амфитеатри су били наткривени валеријем који су штитили гледаоце од кише и сунца, што потврђују ретко сачувани елементи конструкције управо на пулском примеру.
Због специфичности конструкције, на пулском Амфитеатру се могу изучавати традиционални начини и методе грађења у антици, што га чини јединственим и по чему се битно разликује од осталих у свету.

## Арена данас
Осим као туристичка атракција (Арена је један од најбоље очуваних амфитеатара у свету и трећи по величини), у Арени се одржава Пула Филм Фестивал још од шездесетих година 20. века. Та традиција се наставља и након распада СФРЈ али не више у тако гламурозном сјају.
У пулској Арени последњих година гостовали су многи домаћи и страни музичари. Међу домаћима истичу се Ђорђе Балашевић, Горан Бреговић и Здравко Чолић, а међу страним Џо Кокер, Стинг, Елтон Џон, Анастасија, Мерилин Менсон, Ману Чао, Симпли ред, Џамироквај и други.
Око арене је 2003. године везана највећа кравата на свету.